# Viktor Rydberg Gymnasium Odenplan
Viktor Rydberg Gymnasium Odenplan, vardagligt kallad VRG Odenplan eller Viktor Rydberg Odenplan, är en av Stiftelsen Viktor Rydbergs skolor fyra fristående gymnasieskolor som startades år 1998 av stiftelsens två grundare Louise Andersson och Louise Westerberg.. Skolan är nationellt erkänd för de mycket höga antagningströsklarna på gymnasiets tre högskoleförberedande linjer, Ekonomiprogrammet, Samhällsvetenskapsprogrammet, och Naturvetenskapsprogrammet. År 2017 hade Viktor Rydberg Gymnasium Odenplan Sveriges högsta medianer på linjerna Ekonomiprogrammet, inriktning ekonomi, Samhällsvetenskapsprogrammet inriktning beteendevetenskap, och Naturvetenskapsprogrammet inriktning naturvetenskap. Då skolan även har en av landets högsta betygssnitt vid avgång  har detta bidragit till skolans stora popularitet i kombination med skolans innovativa inlärningsmetoder.

## Historia
Efter framgångarna med den första gymnasieskolan, Viktor Rydberg Gymnasium Djursholm, bestämde sig grundarna för att etablera en andra gymnasieskola vid Odenplan. Skolan etablerades från början på Norrtullsgatan 41A, men efter att skolan behövde expandera i och med det ökade söktrycket flyttade skolan år 2014 till den nyrenoverade södra flygeln av Norrtulls sjukhus på Frejgatan 30, samtidigt som Viktor Rydberg skola Vasastan startades då de gamla lokalerna renoverats. Ansvarig entreprenad tilldelades år 2015 Stockholms Byggmästareförenings ROT-pris på grund av den extraordinära upprustningen av skolans lokaler.

## Verksamhet
Viktor Rydberg Gymnasium Odenplan erbjuder endast högskoleförberedande program, och skolan präglas av ethosen "Hjärnan vill ha roligt", och "Vetenskap och konst går hand i hand". Skolan uppmanar eleverna att kombinera teoretiska segment med estetiska segment för att främja det bästa av båda, trots att studier inom det estetiska inte är obligatoriskt, kommer ens tillvaro "berikas av det konstnärliga utövandet". Viktor Rydberg Gymnasium Odenplan erbjuder runt en tredjedel av utbildningen på engelska och skolan innehar blockscheman.
Skolan har även många olika projekt som Model European Parliament, Model United Nations, VRG:s årliga musikal med mera.